# Acontia behrii
Acontia behrii là một loài bướm đêm trong họ Noctuidae.